# Strada Sfatul Țării din Chișinău
Strada Sfatul Țării (între 1834 și sf. secolului al XIX – str. Meșceanskaia; de la sf. secolului al XIX și până în 1924 – str. Golenișceva-Kutuzova; în 1924-1944 – str. Vl. Hertza, de la actualul bd. Ștefan cel Mare și Sfînt în jos și Unirii, mai sus de bd. Ștefan cel Mare și Sfînt; în 1944-1990 – str. Miciurina) este o stradă din centrul istoric al Chișinăului. 
De-a lungul străzii sunt amplasate o serie de monumente de arhitectură și istorie (Clădirea fostului orfelinat, mai târziu cârmuirea zemstvei Guberniale a Basarabiei, Casa individuală, nr. 16, Complexul de clădiri ale fostei fabrici de bere „Bohemia”, Școala eparhială poloneză a bisericii romano-catolice, Conacul urban, nr. 37, Vila urbană, nr. 39, Vila urbană, nr. 51, Vila urbană, nr. 55, etc), precum și clădiri administrative (sediul BCR Chișinău, oficiul Alliance Française de Moldavie și altele). 
Strada începe de la intersecția cu str. Alexei Mateevici, intersectând alte 10 artere și încheindu-se la intersecția cu str. Sf. Andrei.  

## Legături externe
- Strada Sfatul Țării din Chișinău la wikimapia.org